# Diborane(4)
Pour le composé chimique de formule B2H6, voir Diborane.
Le diborane(4) est un composé chimique de formule B2H4 dont la synthèse a été réalisée en 2011.
Les simulations informatiques ont permis de calculer deux configurations pour la molécule B2H4 :
- à l'état fondamental, deux des quatre atomes d'hydrogène et les deux atomes de bore sont liés par des liaisons covalentes simples formant le motif H–B–B–H, tandis que les deux autres atomes d'hydrogène sont liés chacun à deux atomes de bore;

- à l'état excité, la molécule adopte une configuration plus classique dans laquelle chaque atome d'hydrogène n'est lié qu'à un seul atome de bore, ces derniers étant liés entre eux par une liaison covalente.

Des dérivés substitués du diborane(4) ont été observés,.
Le diborane(4) ne doit pas être confondu avec le diborane usuel, de formule B2H6, parfois appelé diborane(6) pour différencier les deux composés.